# Tommy Tedesco
Tommy Tedesco (3. července 1930 Niagara Falls, New York, USA – 10. listopadu 1997 Northridge, Kalifornie, USA) byl americký kytarista. Během velké části své kariéry pracoval jako studiový hudebník a hrál tak na albech rozdílných hudebníků, jako byli Elvis Presley, Barbra Streisandová, Lalo Schifrin, Frank Sinatra nebo skupina The Beach Boys. Jeho primárním nástrojem byla kytara, ale zvládal i hru na mnoho dalších strunných nástrojů. Zemřel na rakovinu plic ve svých sedmašedesáti letech.